# Hreščak
Hreščak je priimek v Sloveniji, ki ga je po podatkih Statističnega urada Republike Slovenije na dan 1. januarja 2010 uporabljalo 154 oseb.

## Znani nosilci priimka
- Dominik Hreščak, španski borec
- Dušan Hreščak (1909 - 1991), novinar, politik
- Izidor Hreščak (*1968), športni strelec
- Marija Aleksandra Hreščak (prv.i. Vladimira), šolska sestra
- Matej Hreščak, vodja knjižnice Narodnega muzeja